# Hettebreen
Hettebreen är en glaciär i Antarktis. Den ligger i Östantarktis. Norge gör anspråk på området. Hettebreen ligger 1 003 meter över havet.